# Phenacoccus shutovae
Phenacoccus shutovae är en insektsart som beskrevs av Danzig 1971. Phenacoccus shutovae ingår i släktet Phenacoccus och familjen ullsköldlöss. Inga underarter finns listade i Catalogue of Life.